# Wiktorija Łazarienko
Wiktorija Siergiejewna Łazarienko (ros.: Виктория Сергеевна Лазаренко; ur. 25 marca 2003 w Czusowoju) – rosyjska narciarka dowolna, specjalizująca się w jeździe po muldach, srebrna medalistka mistrzostw świata.

## Kariera
Po raz pierwszy na arenie międzynarodowej pojawiła się 19 marca 2017 roku w Czusowoju, gdzie w zawodach FIS zajęła dziesiąte miejsce w jeździe po muldach. W 2018 roku zdobyła brąz w jeździe po muldach i złoto w muldach podwójnych na mistrzostwach świata juniorów w Duved. Podczas rozgrywanych rok później mistrzostw świata juniorów w Chiesa in Valmalenco zajęła trzecie miejsce w jeździe po muldach. Ponadto na mistrzostwach świata juniorów w Kranojarsku w 2021 roku wywalczyła srebrny medal w jeździe po muldach i srebrny w muldach podwójnych.
W Pucharze Świata zadebiutowała 2 marca 2019 roku w Szymbulaku, gdzie zajęła 11. miejsce w jeździe po muldach. Tym samym już w debiucie zdobyła pierwsze punkty. W 2021 roku wywalczyła srebrny medal w muldach podwójnych na mistrzostwach świata w Ałmaty, rozdzielając na podium swoją rodaczkę Anastasiję Smirnową i Anastasiję Gorodko z Kazachstanu.

## Osiągnięcia

### Mistrzostwa świata
| Miejsce | Dzień   | Rok  | Miejscowość | Konkurencja      | Zwyciężczyni        |
| ------- | ------- | ---- | ----------- | ---------------- | ------------------- |
| 9.      | 8 marca | 2021 | Ałmaty      | Jazda po muldach | Perrine Laffont     |
| 2.      | 9 marca | 2021 | Ałmaty      | Muldy podwójne   | Anastasija Smirnowa |

### Puchar Świata

#### Pozycje w klasyfikacji generalnej
- sezon 2018/2019: 149.
- sezon 2019/2020: 77.

Od sezonu 2020/2021 klasyfikacja jazdy po muldach jest jednocześnie klasyfikacją generalną.
- sezon 2020/2021: 19.

#### Miejsca na podium
Łazarienko nie stała na podium zawodów PŚ.